# Bengtsheden
Bengtsheden is een plaats in de gemeente Falun in het landschap Dalarna en de provincie Dalarnas län in Zweden. De plaats heeft 556 inwoners (2005) en een oppervlakte van 152 hectare. De plaats ligt circa 20 kilometer ten noordoosten van de stad Falun. De plaats ligt aan het meer Liljan.